# Niagara Falls (Ontário)
Niagara Falls (Cataratas do Niágara, em português) é uma cidade, localizada na província canadense de Ontário, perto da fronteira canadense com os Estados Unidos, Estado de Nova Iorque. Fica à beira das Cataratas do Niágara, no Rio Niágara. À leste, a cidade de Niagara Falls, Ontário, conecta-se através de duas pontes com a cidade de Niagara Falls, Nova Iorque. Sua população é de 78 815 habitantes. 
Devido à bela paisagem natural proporcionada pelas cataratas onde a cidade está localizada, a principal fonte de renda da cidade é o turismo.

## Personalidades
- William Francis Giauque (1895-1982), prémio Nobel da Química de 1949
- Deadmau5 (1981-) DJ e Produtor Musical